# Fábián István (nyelvész)
Fábián István (Rábatamási, 1809. szeptember 2. – Győr, 1871. július 19.) győri kanonok, nyelvész, a Magyar Tudományos Akadémia levelező tagja (1858).

## Élete
Gimnáziumi tanulmányait Sopronban, a teológiát Győrött végezte; 1833. június 4-én szentelték pappá. Kápláni minőségben először Bogyoszlóra rendelték. 1838-tól Széplakra (ma: Fertőszéplak) került, Eszterháza mellé, ahol Esterházy Miklós herceg felesége, az angol származású Jersey Sára mellett töltötte évenként a nyarat, a hercegnét tanította a magyar nyelvre.  1847-től már mint széplaki plébánost felkérték az Esterházy hercegi gyermekek mellé nevelőnek, de a forradalom miatt a következő évben a nevelői pályáról visszatért plébániájának hívei közé.  Később Süttörön (ma: Fertőd) látott el plébánosi feladatokat, ahonnan a győri káptalanba helyezték át. 1868-tól győri székesegyházi kanonok, címzetes nyírpáli prépost és mosoni főesperes lett. A Győri Püspöki Papnevelő Intézet és Hittudományi Főiskola igazgatója, valamint zsinati vizsgáló és szentszéki ülnök is volt. A Magyar Tudományos Akadémia 1858. december 18-án választotta levelező tagjává. A finn irodalmi társaságnak is levelező tagja volt.  

## Munkássága
Költői tehetsége korán megmutatkozott. Gimnáziumi évei alatt írt verseit a Magyar Tudományos Akadémia Kézirattára őrzi. Költeményeit részben álnéven publikálta a korabeli lapokban, kettőt az Uraniában, egyet a Regélőben és egyet a Magyar Sionban. Álnevei: Abánfy Tódor és Philofennus. Saját nevével egy verse az Anastasiában jelent meg. Széplakon, majd Süttörön plébánosként töltött évei alatt írta meg a széplaki plébánia történetét. Az ő nevéhez fűződik az egyházasfalui, a csepregi és a vadosfai plébániák történetének elkészülte is. Lelkipásztori tevékenysége mellett finn nyelvészettel, magyar szótannal és jelentéstannal foglalkozott. A magyar finnugrisztikai kutatások egyik korai képviselője, a finnugor nyelvrokonság támogatója volt. Több cikket szentelt a finn nyelv bemutatásának a Magyar Nyelvészetben. Ezt összekapcsolta a hangváltozások történetének ismertetésével. Felhívta a figyelmet arra, hogy a szótörténet és a nyelvrokonság megállapításában téves az a módszer, amely a szavak hasonló hangzásán alapul. Kitért a finn és a magyar nyelv közti hangzásbeli eltérések magyarázatára. A rokon nyelvek kapcsán hangsúlyozta a szabályos hangváltozások érvényesülését, amelyek az egyes nyelvek külön életében kifejlődött törvényszerűségek szerint zajlanak. Lefordította a Kalevala finn eposz nagy részét, és ezekből mutatványokat közölt a Magyar Nyelvészetben (1861-ben az I., II. és VI. éneket), a Szépirodalmi Figyelőben (1862-ben a XXXI–XXXVI. éneket), az Idők Tanújában (1867-ben az L. éneket). A III–XII., illetve a XXXVII. ének kéziratban maradt. Részt vett az egyházi Műszótár készítésében, melyet Nagy János szombathelyi hittanár Köztanulatos egyházi műszótár címmel Szombathelyen 1845-ben adott ki. Munkatársa volt az Egyetemes Magyar Encyclopaediának. Akadémiai székfoglaló előadását Nyelv. Nyelvkülönbség és nyelvrokonság címmel 1859-ben tartotta meg.  

## Művei

### Vallási témájú írásai
- Egy tekintet a szépművészetekre, s egy m. kath. énekes és imádságos könyv terve felett irt levelek IV. Egyházi Tár, 12. füz. nov. (1838): 23–27.
- Igaz-e, hogy: a) a halhatatlanság, és a halál utáni jutalom, és büntetés hite a görögöknél csak Plato kora után lőn általános néphit, s hogy b) az eredeti mosaismustól még a halhatatlanság eszméje is idegen volt? Religio és Nevelés, II. évf. 2/4. sz. (1844): 25–28.
- Az eleve adott kijelentésről. Religio és Nevelés, II. évf. 2/20. sz. (1844): 153–156.
- Az emberek, bármily nagy különbség létezik is köztük, mind egy nemző pártól származnak.  Religio és Nevelés, II. évf. 2/36. sz. (1844): 281–283.
- Az uj szövetségi áldozat. Religio és Nevelés, XVI. évf. 1/8. sz. (1858): 57–59.; 1/9. sz.: 65–68.; 1/10. sz.: 73–76.; 1/12. sz.: 89–92. (dicséretre méltatott pályamunka).
- A magyar átokminta ismertetése és története. Magyar Sion, IV. évf. 12. sz. (1866): 881–913.

### Nyelvészeti témájú írásai
- A magyar szókötés szabályai: a magyar tudós társaság által díjazott pályamunka. Pest: Eggenberger. 1846. (Nyelvtudományi Pályamunkák III. Szilágyi István koszorúzott pályamunkájával együtt.)
- A m. tud. akadémia által kiadott Magyar nyelv rendszere cz. munka birálata. Budapesti Hiradó (1847).
- A szóelemzés és szóértelmezés alapelvei. Sopron: Romwalter Nyomda. 1853. (Ism.: Pesti Napló, 1020. sz.)
- A’ finn nyelv ismertetése. Magyar Nyelvészet, I. évf. 2., 3., 7-8., 9., 10. sz. (1856): 77–95., 97–121., 273–327., 337–361., 392–410.
- Könyvismértetés. Über die Fremdwoerter im Magyarischen. Eine sprachwissenschaftliche Studie von Johann Zsahourek. Prag 1856. Druck von Johann Spurny, Grosse Karls-Gasse Nr. 184–1. Magyar Nyelvészet, II. évf. (1857): 418–434.
- Száz finn és száz magyar néptalány. Magyar Nyelvészet, I. évf. 9. sz. (1856): 362–375. (Philofennus álnévvel)
- A’ magyar nép talányai. Magyar Nyelvészet, III. évf. (1858): 164–166. (Philofennus álnévvel)
- Eurén finn nyelvtana. Magyar Nyelvészet, III. évf. (1858): 189–207.
- Nyílt Levél, (a’ „M. Nyelvészet“ tisztelt szerkesztőjéhez intézve). Magyar Nyelvészet, V. évf. (1860): 183–203.
- Nyelvészeti apróságok, észrevételek és fejtegetések. Nyelvtudományi Közlemények, VII. évf. (1868): 119–130.
- Helynevek és tájszók (főleg Fertő-mellékiek ) ’s szólásformák. Magyar nyelvészet, III. évf. (1858) 240–245.  (Philofennus álnévvel)
- Tájszók. Magyar nyelvészet, III. évf. (1858): 404–406. (Philofennus álnévvel)
- Finn nyelvtan. Pest: Emich Gusztáv. 1859.
- A’ magyar nép talányai. Magyar Nyelvészet, IV. évf. (1859): 473–474. (Philofennus álnévvel)
- Hangviszonyok az áltaji nyelvek körében. Magyar Nyelvészet, VI. évf. (1861): 23–46., 105–127.
- Kalevala (Finn eposz.). Magyar Nyelvészet, VI. évf. (1861): 182–197.
- Nyelv. Nyelvkülönbség és nyelvrokonság.Székfoglaló előadás. Akadémiai Értesítő, XIX. évf. I. sz. (1859): 497–515.
- A cselekvés egyszeriségét jelölő D, VAN, VEN és N képzőkről a m. igékben. Nyelvtudományi Közlemények, II. évf. (1863): 1–13.

### Vegyes tárgyú cikkek
- Reguly Antal. Ifjusági Plutarch, II. évf. (1860): 101–122.
- A finnek története. Budapesti Szemle, IV. évf. 8. köt. 24-25. sz. (1860): 79–106.
- A széplaki plébánia története. Magyar Sion, I. évf. 12. sz. (1863): 895–912.
- A vadosfai támadás. Magyar Sion, I. évf. 7. sz. (1863): 505–519.
- Az egyházasfalui plébánia története. Magyar Sion, II. évf. 9. sz. (1864): 667–676.
- A csepregi plébánia. Magyar Sion, III. évf. 10. sz. (1865): 744–759.

A fentieken kívül a vegyes házasságok fölötti vitakorszakban két cikket jelentetett meg a Századunkban. Emellett írt még az Idők Tanújába (Iromák, epigrammák a Syllabus tételeire, 1866), a győri székesegyházban őrzött szent László király fej-ereklyéjének történetét pedig a Pesti Hirnökben közölte 1868-ban.